# Рикёр, Поль
Поль Рикёр (фр. Paul Ricœur; 27 февраля 1913, Валанс, Франция — 20 мая 2005, Шатне-Малабри, Франция) — французский философ, один из ведущих (наряду с Хайдеггером и Гадамером) представителей философской герменевтики, новой ветви философии, выросшей из своего корня — феноменологии.

## Биография
Мать Поля умерла вскоре после того, как родила его. Отец, преподаватель английского языка, погиб на фронте в начале Первой мировой войны (1915). Родители отца воспитывали сироту в кальвинистском духе. Формировали его главным образом книги, в частности комментарии к Посланию к Римлянам Карла Барта и его же работа «Слово Божие и слово человеческое».
В 1935 году Поль Рикёр женился, впоследствии у него было пятеро детей. С 1935 года Рикёр преподаёт философию в лицее и активно, вплоть до начала Второй мировой войны, изучает немецкий язык. В 1939 году Рикёр добровольцем уходит на фронт, но попадает в плен. В этой ситуации вынужденной отрешенности он на опыте познает философию пограничных ситуаций: экзистенциальные состояния поражения, отчаяния, одиночества. Но здесь же, волею судьбы, ему предоставилась возможность и осмыслить их теоретически: Рикёр читает в оригинале работы Карла Ясперса, которые оказали на него огромное влияние. Другие интеллектуалы-пленники посоветовали ему также изучить труды Эдмунда Гуссерля. Ещё не очень разобравшись в феноменологии, Рикёр стал переводить «Идеи-I» Гуссерля. Завороженный работами Гуссерля и открывшимся ему пониманием некоторых новых вещей, Рикер продолжил эту работу уже после войны.
Труды Рикёра высоко ценил его давний друг Кароль Войтыла (будущий Папа римский Иоанн Павел II). В последние годы жизни Поль Рикёр часто ездил в экуменическую общину брата Роже Шютца в Тэзе, чтобы, по его собственным словам, пережить то, во что верил всем сердцем.
В 1999—2001 годах его помощником работал будущий президент Франции Эмманюэль Макрон.

## Философия
Поль Рикёр разработал взвешенный[уточнить] вариант герменевтической философии. По его мнению, тенденция западной философии к достижению прозрачности «Я», начатая рефлексивной философией Декарта и фактически продолженная Кантом (см. работу Рикёра «Кант и Гуссерль»), должна быть дополнена изучением сущности самого понимания. Своё философское кредо он выражал словами «Больше объяснять, чтобы лучше понимать».

## Признание
Профессор Сорбонны (Франция) и Чикагского университета (США).
Лауреат Премии Бальцана (1999), Премии Киото (2000) и Премии Клюге (2004).

## Основные сочинения
- «Габриэль Марсель и Карл Ясперс» (1947)
- «Философия воли» (в 2-х томах, 1950—1960)
- «Кант и Гуссерль» (изд. 1954)
- «История и истина» (1955)
- «Об интерпретации. Очерки по Фрейду» (1965)
- «Конфликт интерпретаций. Очерки о герменевтике» (1969)
- «Теория интерпретации. Дискурс и избыток значения» (1976)
- «Бытие, сущность и субстанция у Платона и Аристотеля» (1982)
- «Время и рассказ» (в трёх томах, 1983—1985)
- «Школа феноменологии» (1986)
- «Путь признания» (2004).

## Русская библиография
- Рикёр, П. Герменевтика. Этика. Политика. — М.: АО «КАМI», Изд. центр «Academia», 1995. — 160 с. — ISBN 5-86187-045-4.
- Рикёр, П. Конфликт интерпретаций: Очерки о герменевтике / Пер. с фр. И. С. Вдовина. — М.: Канон-Пресс-Ц : Кучково поле, 1995. — (Переизд. в 2002).
- Рикёр, П. Герменевтика и психоанализ. Религия и вера. — М., 1997.
- Рикёр, П. Время и рассказ. Том 1. Том 2. / Пер. Т. В. Славко. — М.; СПб.: ЦГНИИ ИНИОН РАН: Культурная инициатива : Университетская книга, 2000.
- Рикёр, П. История и истина / Пер. с фр. И. С. Вдовина, О. И. Мачульская. — СПб.: Алетейя, 2002.
- Рикёр, П. Память, история, забвение / Пер. с фр. И. И. Блауберг и др. — М.: Изд-во гуманитарной литературы, 2004.
- Рикёр, П. Справедливое / Пер. Б. М. Скуратова при участии П. С. Хицкого. — М.: Гнозис : Логос, 2005.
- Рикёр, П. Парадигма перевода / Пер. М. Эдельман — лекция, прочитанная на факультете протестантской теологии в Париже в октябре 1998 года.
- Рикёр, П. Я-сам как другой / Пер. с франц. — М.: Издательство гуманитарной литературы, 2008 (французская философия XX века). — 416 с.
- Рикёр, П. Политика, экономика, общество. Рукописи и выступления 4. / Пер. с фр. И. С. Вдовиной. — М.: Центр гуманитарных инициатив, 2021. — 240 с. (Серия «Книга света»).

### Статьи
- Рикёр, П. Человек как предмет философии // Вопросы философии. — 1989. — № 2. — С. 41—50.
- Рикёр, П. Торжество языка над насилием. Герменевтический подход к философии права // Вопросы философии. — 1996. — № 4. — С. 27—36.